# Frankfurt-Nordend
Nordend is een stadsdeel in het centrum van de Duitse stad Frankfurt am Main. Het stadsdeel is met ongeveer 54.110 inwoners het op een na volkrijkste en met 11.682 inwoners per km² het dichtstbevolkte stadsdeel van Frankfurt. Voor statistische doeleinden wordt het stadsdeel opgesplitst in Nordend-West en Nordend-Ost, waarbij de Friedberger Landstraße de grens vormt.
Nordend heeft 10 metrostations, die toegang geven tot vijf metrolijnen. De Frankfurtse vestiging van de Nationale Bibliotheek van Duitsland bevindt zich ook in Nordend.

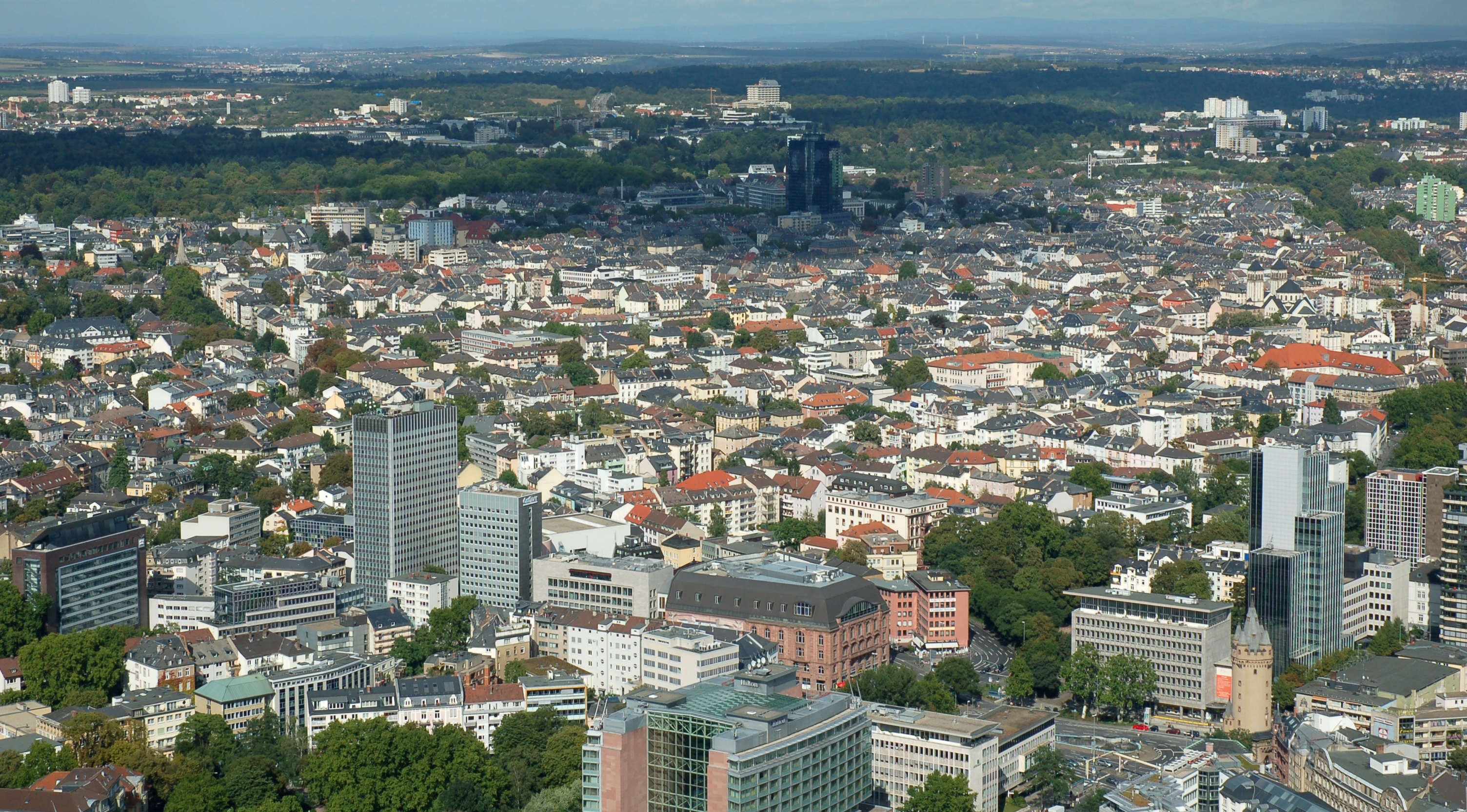
Uitzicht op Nordend

Altstadt · Bahnhofsviertel · Bergen-Enkheim · Berkersheim · Bockenheim · Bonames · Bornheim · Dornbusch · Eckenheim · Eschersheim · Fechenheim · Flughafen · Frankfurter Berg · Gallus · Ginnheim · Griesheim · Gutleutviertel · Harheim · Hausen · Heddernheim · Höchst · Innenstadt · Kalbach-Riedberg · Nied · Nieder-Erlenbach · Nieder-Eschbach · Niederrad ·  Niederursel · Nordend · Oberrad · Ostend · Praunheim · Preungesheim · Riederwald · Rödelheim · Sachsenhausen · Schwanheim · Seckbach · Sindlingen · Sossenheim · Unterliederbach · Westend · Zeilsheim